# Huchenfeld
Huchenfeld ist ein Stadtteil Pforzheims in Baden-Württemberg, Deutschland und zählt 4.832 Einwohner (Stand 31. Dezember 2023). Der Ort liegt im Nordschwarzwald zwischen Nagold und Würm. Seit 1. März 2022 ist Julia Wieland hauptamtliche Ortsvorsteherin von Huchenfeld.

## Lage
Huchenfeld befindet sich geographisch auf einer Hochfläche im Nordschwarzwald zwischen Nagold und Würm und liegt 490,2 Meter über NN.

## Geschichte
Zum ersten Mal wird Huchenfeld, das so viel wie „hohes Feld“ bedeutet, urkundlich im Jahr 1140 erwähnt. Um 1150 ließen die Grafen von Calw die Hochfläche zwischen Nagold und Würm roden und gründeten eine Waldhufensiedlung. Die Herren von Kräheneck (nordnordwestlich von Huchenfeld, im Wald, nun eine Gaststätte) sind als Dienstleute oder Lehnsträger der Calwer Grafen tätig.
1263 übergeben Berthold und Belreimus von Weißenstein das Dorf an sieben Ritter von der Burg Fürsteneck. Huchenfeld besteht wahrscheinlich aus mindestens elf Familienbauernhöfen, die ihre Abgaben an acht Lehnsherren leisten. Ende des 13. Jahrhunderts kommt Huchenfeld an Rudolf von Rosswag und fällt 1312 an die Markgrafen von Baden zurück. 1338 wird Huchenfeld dem Erzstift Mainz übertragen.
1426 gerät der Ritter Dietrich VII. von Gemmingen in Gefangenschaft und kauft sich mit mehreren Dörfern (auch Huchenfeld?) frei. 1449 versetzt Markgraf Jakob I. das Dorf Huchenfeld für 900 Gulden an den Ritter Dietrich VII. von Gemmingen. 1464 verleiht Markgraf Karl I. Huchenfeld als Mannlehen an Hesso von Kaltenthal. 1472 geht das Lehen Huchenfeld auf das oberschwäbische Rittergeschlecht der Edlen von Ehingen über.
Um 1584 erwirbt der badische Obervogt von Liebenzell (vgl. Bad Liebenzell), Martin von Remchingen, das Weißensteiner Lehen. Ab Mitte des 17. Jahrhunderts bleibt das Lehen mit dem Dorf Huchenfeld bei den badischen Markgrafen. Von 1907 bis 1918 ist Großherzog Friedrich II. letzter badischer Regent.
Huchenfeld war nach dem Ersten Weltkrieg bis in die 1950er Jahre eine Arbeitergemeinde; verzeichnet jedoch seitdem eine stetige und rasante Aufwärtsbewegung. Des Weiteren wurde es im Zuge der Gemeindereform am 1. Januar 1975 in die Stadt Pforzheim eingegliedert. Bis zum Zweiten Weltkrieg war Huchenfeld nahezu rein evangelisch und hatte nur knapp 1600 Einwohner.
Die örtliche evangelische Hoffnungskirche gehört zur Nagelkreuzgemeinschaft.

## Umgebung
Nachbarorte von Huchenfeld sind Würm und Hohenwart, indirekt auch Dillweißenstein. Alle drei gehören mittlerweile zur kreisfreien Stadt Pforzheim.
Rein spekulativ ist die Existenz eines alten Bergwerkschachtes in nordwestlicher Richtung. Jedoch waren keine Überreste zu finden, die explizit auf einen Erzabbau schließen lassen wie beispielsweise eine Abraumhalde etc.
Östlich vom Ortskern in Richtung Würm befand sich in den 1940er Jahren ein Militärflugplatz. Noch heute sind die geraden Felder mit betonierten Platten zu sehen. Nach Augenzeugenberichten sollen hier 16 bis 20 Flugzeuge (vermutlich Messerschmitt Bf 109) stationiert gewesen sein, die beim Großangriff auf Pforzheim mangels Sprit nicht eingreifen konnten.
In diesem Zusammenhang steht auch die Partnerschaft mit Llanbedr am gleichnamigen Flugplatz.

## Wirtschaft/Infrastruktur
Huchenfeld besitzt seit den 1950er Jahren ein stetig wachsendes Industrie- und Gewerbegebiet, wobei auch das Handwerk stets Tradition hält.
Der Ort ist von Pforzheim mit dem Bus direkt in 11 bis 14 Minuten zu erreichen, mit Umweg über Würm dauert es 20 bis 23 Minuten.

## Einrichtungen
- Grundschule
- Sport- und Mehrzweckhalle

## Sport
Der Sparkassen Cross Pforzheim, ausgetragen am östlich von Huchenfeld liegenden Lohwiesenhof, zählt zu den wichtigsten Crossläufen Deutschlands.